# الجامعة الوطنية لإدارة المياه والعلوم البيئية
الجامعة الوطنية لإدارة المياه والعلوم البيئية مؤسسة تعليم عالي أوكرانية، (بالأوكرانية: Національний університет водного господарства та природокористування) هي جامعة تقع في ريفنا أوبلاست، أوكرانيا. تأسست هذه الجامعة في سنة 1915